# La conquista de la felicidad
La conquista de la felicidad (The Conquest of Happiness) es un libro de Bertrand Russell publicado por primera vez por Horace Liveright en 1930. La obra se divide en dos partes: «Causas de la infelicidad» y «Causas de la felicidad».
Russell reconoce que el ciudadano medio que se encuentra en ninguna situación puntual de sufrimiento extremo, no es feliz. Russell intentó diagnosticar las innumerables causas de la infelicidad en la vida moderna. Según Russell, la felicidad es una conquista, no un regalo divino, y por tanto, tenemos que esforzarnos por alcanzarla.